# Риддерстад, Фред
Пи́тер Карл Фре́дрик Тилль Я́нсон «Фред» Риддерста́д (швед. Pieter Carl Fredrik Thill Iansson "Fred" Ridderstad; род. 23 июля 1948) — шведский кёрлингист.
В составе мужской сборной Швеции участник чемпионата мира 1978 (заняли четвёртое место). Чемпион Швеции среди мужчин.
Играл на позициях второго.

## Достижения
- Чемпионат Швеции по кёрлингу среди мужчин: золото (1978).

## Команды
| Сезон   | Четвёртый  | Третий       | Второй          | Первый             | Турниры                      |
| ------- | ---------- | ------------ | --------------- | ------------------ | ---------------------------- |
| 1977—78 | Том Шеффер | Сванте Эдман | Фред Риддерстад | Клас-Йоран Карлман | ЧШМ 1978 · ЧМ 1978 (4 место) |

(скипы выделены полужирным шрифтом)